# Profesionalen Futbolen Klub Levski Sofija
Il Profesionalen Futbolen Klub Levski Sofija (in bulgaro: Професионален Футболен Клуб Левски София, Club Calcistico Professionistico Levski Sofia), noto semplicemente come Levski Sofia, è una società calcistica bulgara con sede nella città di Sofia. Fa parte della società polisportiva Levski Sofia e milita nella Părva liga, la massima divisione del campionato bulgaro di calcio.
Insieme alla rivale CSKA Sofia è la società di calcio più titolata della Bulgaria, avendo vinto ventisei titoli nazionali, ventisette Coppe di Bulgaria (record) e tre Supercoppe nazionali, compresi 13 double e 2 treble nazionali. È l'unica squadra bulgara ad aver partecipato ad ogni edizione del campionato bulgaro nella massima categoria e l'unica ad avere un bilancio a favore nelle partite con tutte le altre compagini della Bulgaria.
A livello internazionale vanta tre apparizioni nei quarti di finale della Coppa delle Coppe e due nei quarti di finale della Coppa UEFA ed è la prima compagine bulgara ad aver partecipato (nell'edizione 2006-2007) alla fase a gironi della Champions League.

## Storia
Lo Sport Club Levski Sofia venne fondato nel 1911 da un gruppo di studenti della Seconda Scuola Superiore Maschile di Sofia, con il calcio come principale sport praticato. La società, però, venne registrata solo tre anni più tardi (il 24 maggio 1914, la data di nascita ufficiale del club). Il nome venne scelto in onore dell'eroe nazionale del risorgimento bulgaro Vasil Levski (1837-1873) su proposta di uno dei fondatori, Boris Vasilev.
Il primo campionato ufficiale venne organizzato in Bulgaria solo nel 1924 e fino a quella data il Levski partecipò al campionato della capitale, Sofia. Al torneo nazionale, disputato secondo il formato di coppa, con turni a eliminazione diretta, partecipò per la prima volta nel 1925 raggiungendo la finale e fu di nuovo finalista nel 1929. Ottenne la prima vittoria nel 1933 e prima della seconda guerra mondiale vinse anche il campionato del 1937 e quello del 1942. In quest'ultimo anno si aggiudicò anche, per la prima volta, Coppa di Bulgaria, realizzando così un double.
Appena dopo il colpo di Stato del 9 settembre 1944, organizzato dalle forze antifasciste, il club fu costretto ad unirsi con il PSK (Club Sportivo delle Poste) e venne registrato di nuovo con il nome PSK Levski.
Nel dopoguerra tornò l'accoppiata campionato-coppa nel 1946 e nel 1947, mentre il campionato successivo sarà vinto da un club nato proprio in quell'anno: il Septemvri pri CDV, futuro CSKA Sofia, squadra con cui il Levski si troverà spesso a rivaleggiare in campo nazionale.
Nel 1949, cioè nel periodo staliniano del regime comunista, in omaggio alla tradizione sovietica, la squadra venne
ribattezzata Dinamo Sofia, riprendendo il nome Levski nel 1957 in seguito al processo di destalinizzazione.
Gli anni cinquanta si aprirono con un altro double nel 1950. Nei dieci anni a venire il club riuscì a rompere l'egemonia del CSKA soltanto nel 1953, ma vinse anche quattro coppe nazionali.
Nel 1959 debuttò nella prima squadra Georgi Asparuhov, che, salvo una piccola parentesi, trascorrerà tutta la carriera nel club, diventando così il suo
giocatore simbolo. A lui sarà dedicato lo stadio del club dopo la sua morte (causata da un incidente
stradale), avvenuta nel 1971.
Gli anni sessanta cominciarono sempre sotto il segno del CSKA, così che il Levski tornò a vincere il campionato solo nella stagione 1964-1965. Grazie a questo successo la squadra fece il suo debutto nelle competizioni europee, nella Coppa dei Campioni 1965-1966, dove venne eliminato negli ottavi di finale dal Benfica. L'anno successivo la squadra conquistò la nona coppa nazionale nel 1967, e quindi partecipò alla Coppa delle Coppe 1967-1968. Capitò di incontrare al primo turno il Milan, che vinse 5-1 la partita di andata giocata a San Siro. Al Levski non riuscì l'impresa di ribaltare il pesante passivo, e l'1-1 del ritorno fece avanzare nella competizione la squadra italiana. In quella stagione il Levski conquistò il decimo titolo nazionale.
Nel frattempo il 22 gennaio 1969 in seguito dell'ennesima riforma del
calcio bulgaro Levski venne unito con i club Spartak Sofija e Sportist (Sofija) e messo sotto il controllo del Ministero dell'interno.
A questo fatto seguì un altro cambio del nome in Levski-Spartak.
Il decennio si chiuse con il raggiungimento dei quarti nella Coppa delle Coppe 1969-1970, in cui la squadra venne eliminata dai polacchi del Górnik Zabrze, e l'undicesimo titolo al termine della stessa stagione.
Gli anni settanta si aprirono con una partecipazione alla Coppa dei Campioni 1970-1971 nella quale venne eliminato nel turno preliminare dall'Austria Vienna. Il Levski vinse successivamente il campionato nel 1973-74 e la Coppa nel 1975-76, mentre la stagione successiva ottenne un nuovo double. Raggiunse due volte i quarti di finale nelle competizioni europee, nella Coppa UEFA 1975-1976 e nella Coppa delle Coppe 1976-1977 venendo eliminato in entrambi i casi da due squadre spagnole, prima il Barcellona (però segnando cinque gol nella partita a Sofija finita 5-4) e poi l'Atlético Madrid (dopo 2-1 e 0-2). Il Levski conquistò un altro double nel 1978-79; in quella stagione, in Coppa UEFA arrivò ai sedicesimi, dove venne nuovamente eliminato dal Milan.
Gli anni ottanta cominciarono con tre secondi posto in campionato, ma nella stagione 1983-84 realizzò un altro double, vincendo anche il prestigiosissimo ai quei tempi (tanto da rappresentare quello della coppa nazionale dal 1946 fino al 1980) torneo per “la coppa dell'armata rossa”. Nel autunno dello stesso anno nel primo turno del torneo della Coppa dei Campioni dopo 1-1 a Sofia e 2-2 nella partita di ritorno venne eliminato il campione in carica della Bundesliga – Stoccarda.
Intanto il 18 giugno 1985 quando ad una partita dal termine del campionato Levski fu
irraggiungibile al vertice della classifica si disputò la finale della Coppa di Bulgaria contro gli eterni rivali del CSKA che vide la partita finire in rissa. In seguito alle pesanti sanzioni decisi dalla federazione il titolo venne assegnato al Trakia Plovdiv, (nel 1990 sarà restituito al Levski), quale
parteciperà anche alla successiva Coppa dei Campioni. Inoltre venne deciso prima di sciogliere la squadra rifondandola subito dopo come Vitoša Sofija, con quale nome la squadra vinse la sedicesima Coppa nazionale l'anno successivo, e raggiunse nuovamente i quarti nella Coppa delle Coppe 1986-1987. Anche in questo caso fu una squadra spagnola a sbarrare la strada ai bulgari - il Real Saragozza. Dopo il diciassettesimo titolo conquistato nella stagione 1987-88 la squadra partecipò alla Coppa dei Campioni 1988-1989, trovandosi di fronte nel primo turno il Milan di Sacchi. Fu quel doppio scontro (2-0 a Sofia, e 5-2 a Milano) che diede l'inizio dello straordinario ciclo di vittorie internazionali per i rossoneri.
Al termine del 1989, caduto il cosiddetto “muro di Berlino” la squadra finalmente riprese il suo nome Levski.
Negli anni novanta il Levski vinse subito due Coppe nazionali, e il diciottesimo titolo nella stagione 1992-1993, seguito da un nuovo double l'anno successivo. La stagione fu quella precedente dei mondiali americani del 1994 in cui la nazionale bulgara con sei giocatori di Levski
nella rosa ottenne un ottimo quarto posto, Andando avanti, il Levski conquistò il ventesimo titolo al termine del campionato 1994-1995, e un altro duoble nella stagione 1999-2000. Nella Coppa UEFA della stessa stagione venne eliminato nel secondo turno dalla Juventus.

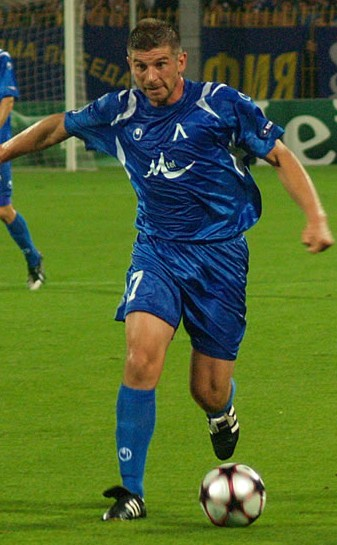
Cédric Bardon con la maglia blu del Levski

Gli anni duemila cominciarono con il titolo del 2000-2001, mentre l'anno successivo iniziò con l'eliminazione nel terzo turno preliminare della Champions League ad opera del Galatasaray, ma si concluse nuovamente con un double. Nel 2004 venne ingaggiato il giovane allenatore ed ex calciatore Stanimir Stoilov, che allestì una squadra competitiva, con giocatori del vivaio come Živko Milanov, Richard Eromoigbe, Milan Koprivarov e Valeri Domovčijski, insieme agli esperti Elin Topuzakov, Georgi Petkov, Stanislav Angelov e Dimităr Telkijski, e agli idoli dei tifosi Hristo Jovov, Daniel Borimirov e Georgi Aleksandrov Ivanov, quest'ultimo tornato al Levski dopo aver girovagato per i campionati europei. Alla struttura-base costituita da giocatori locali si aggiunsero giocatori stranieri come Lúcio Wagner, Igor Tomašić e il francese Cédric Bardon. Con questi protagonisti nella stagione 2005-2006 la squadra vinse il ventiquattresimo titolo, e nella stessa stagione raggiunse i quarti di finale nella Coppa UEFA: nel quale torneo grazie anche ai cinque gol di Emil Angelov eliminò l'Auxerre, per poi nel girone di qualificazione battere l'Olympique Marsiglia e finire davanti alla detentrice del titolo russo, il CSKA Mosca. Nella fase successiva ebbe meglio sull'Artmedia Bratislava e sull'Udinese, entrambe ripescate dalla Champions League, prima di essere eliminata nei quarti di finale dallo Schalke 04.

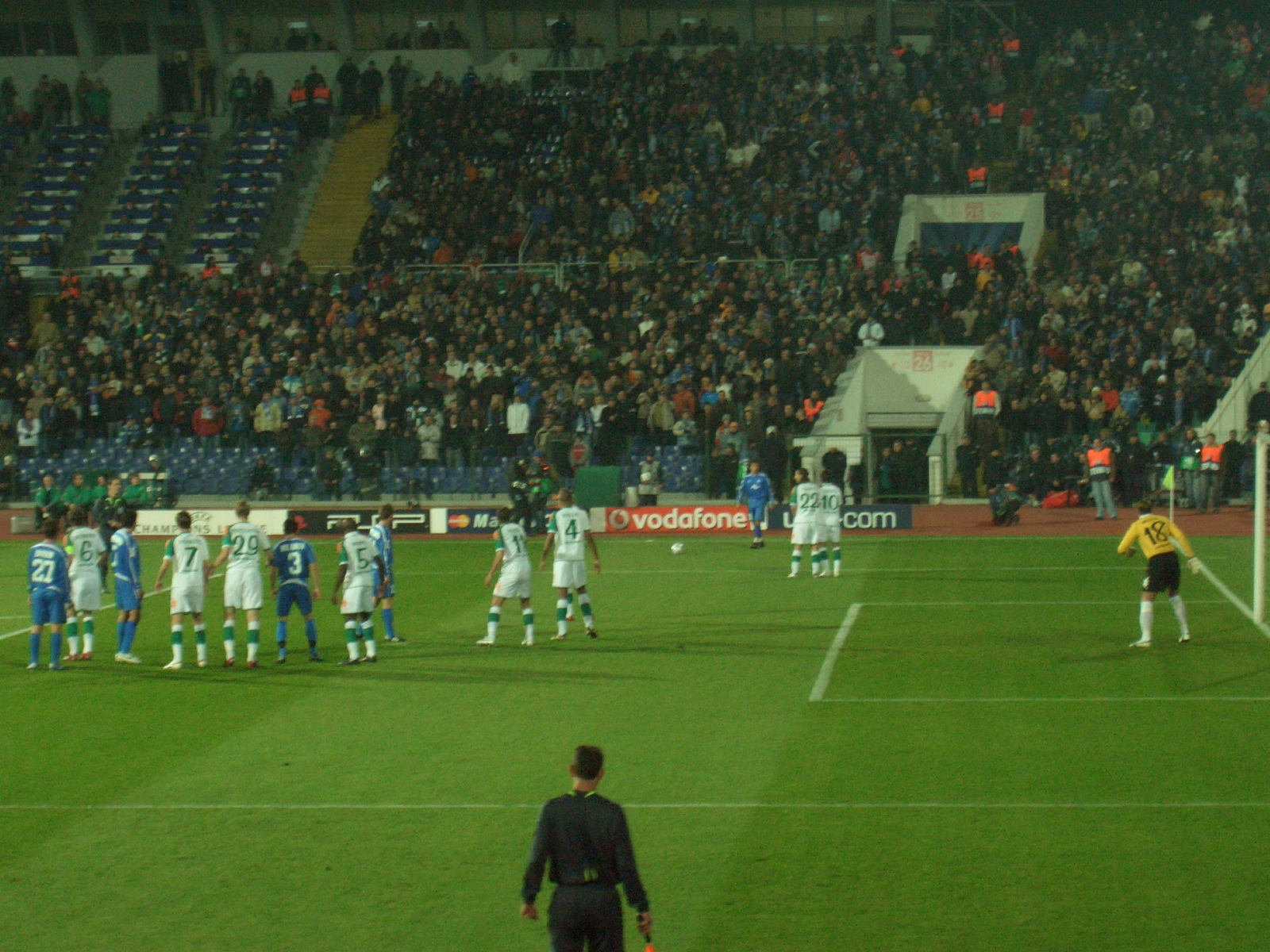
Levski- nella UEFA Champions League 2006-2007

Nella stagione 2006-2007, in qualità di campione di Bulgaria, il Levski fu ammesso al secondo turno preliminare della UEFA Champions League. Qui, dopo aver eliminato i georgiani del Sioni Bolnisi, sconfitti per 2-0 sia in casa sia in trasferta, superò gli italiani del Chievo, vincendo per 2-0 all'andata a Sofia e pareggiando 2-2 nel ritorno a Verona. Il Levski diventò così la prima squadra bulgara capace di entrare nella fase a gironi della UEFA Champions League. Sorteggiato nel difficilissimo girone A, comprendente anche i campioni in carica del Barcellona, il Chelsea e il Werder Brema, il sodalizio bulgaro concluse il raggruppamento all'ultimo posto, perdendo tutti gli incontri. Nell'aprile 2007 l'allenatore Stanimir Stoilov sostituì il dimissionario Hristo Stoičkov sulla panchina della nazionale bulgara, mantenendo contestualmente il ruolo di tecnico del Levski per alcuni mesi; al termine della stessa stagione il Levski vinse il proprio venticinquesimo titolo nazionale. Dopo una negativa partecipazione alla UEFA Champions League 2007-2008, la squadra partecipò anche allaedizione successiva della Champions, sostituendo il penalizzato CSKA Sofia. Fu eliminato al terzo turno preliminare dalla squadra bielorussa del BATE. La stagione finì con la vittoria del ventiseiesimo titolo.

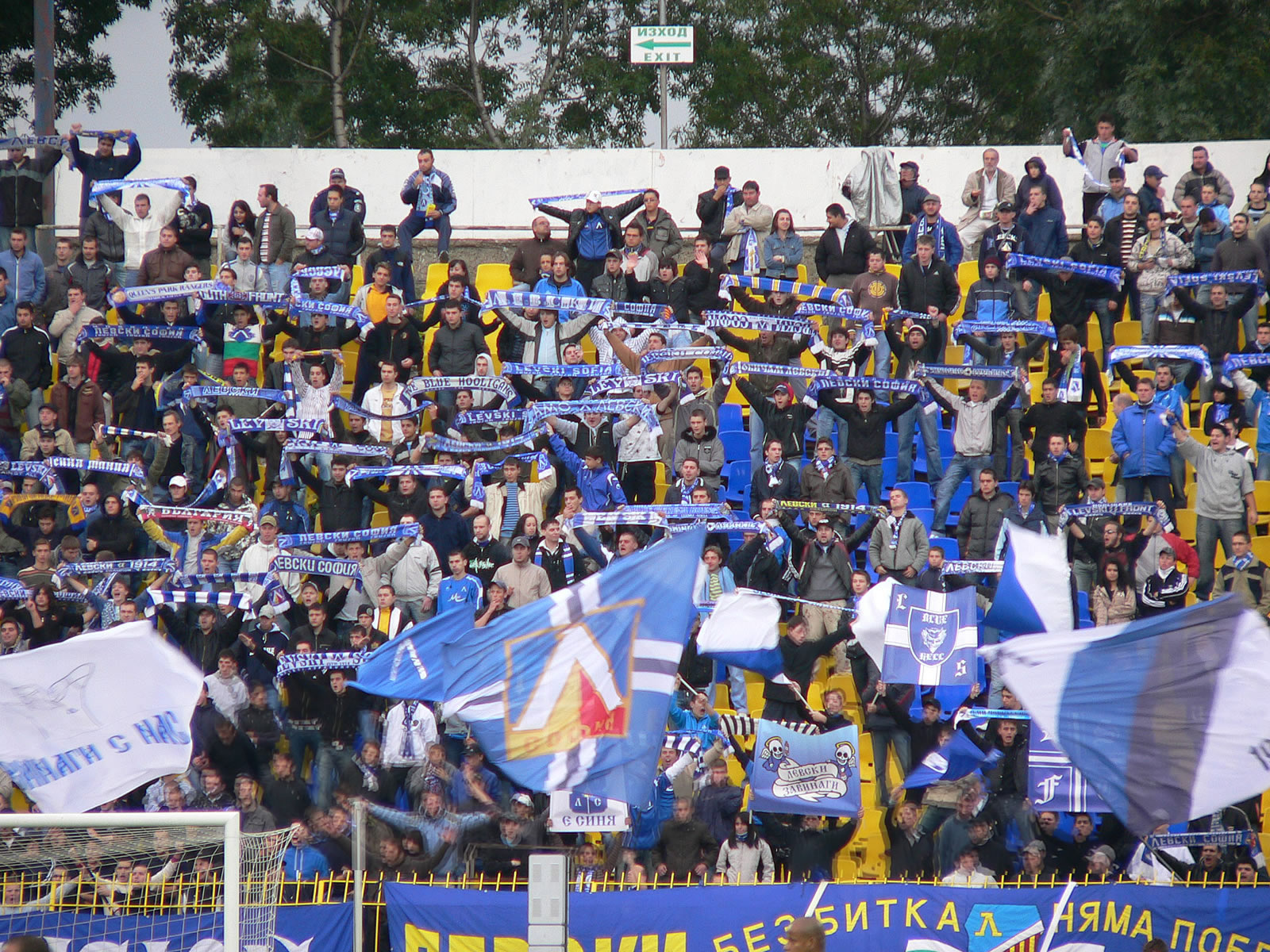
Tifosi del Levski Sofia

Nella stagione 2009-2010 il Levski arrivò ai play-off della UEFA Champions League, ma fu eliminato dagli ungheresi del Debrecen. Ammesso alla fase a gironi dell'Europa League, fu eliminato a causa del quarto posto nel gruppo G, alle spalle di Salisburgo, Villarreal e Lazio. Partendo dal secondo turno preliminare, chiuse all'ultimo posto anche il proprio gruppo dell'Europa League 2010-2011, pur riuscendo, nel medesimo anno, a classificarsi secondo nel campionato. Nella stagione 2011-2012 concluse al secondo posto in campionato dopo aver lottato fino all'ultima giornata per il titolo, perso alla fine per un solo punto.
Dopo il secondo posto del 2012-2013, il Levski conobbe un paio di annate abbastanza deludenti: nel 2013-2014, con il quinto posto, chiuse per la prima volta il campionato in una posizione non utile per partecipare alle coppe europee (non accadeva dal 1990-1991) e nel 2014-2015 non andò oltre il settimo posto. In questi anni perse due finali di Coppa di Bulgaria contro avversarie meno quotate (nel 2012-2013 contro il Beroe Stara Zagora e nel 2014-2015 contro il Černo More Varna).
Nella stagione 2015-2016, cambiata la proprietà e la dirigenza del club, la situazione parve migliorare: la squadra si piazzò seconda in campionato, tornando a qualificarsi per le coppe europee. Nella stagione 2017-2018 la squadra uscì dall'Europa League contro l'Hajduk Spalato, fallendo l'accesso ai gironi, e in campionato deluse con prestazioni al di sotto delle aspettative. L'allenatore Nikolaj Mitov fu esonerato e al suo posto subentrò Delio Rossi. Sotto la guida del tecnico italiano il Levski scalò varie posizioni in classifica e ritornò ben presto nelle zone alte della graduatoria (terzo/quinto posto). In Coppa di Bulgaria il Levski riuscì ad arrivare in finale contro lo Slavia Sofia, ma non riuscì ad aggiudicarsi il trofeo a causa della sconfitta ai tiri di rigore per 4-2 contro lo Slavia Sofia.
Nella stagione 2018-2019, dopo la clamorosa eliminazione al primo turno preliminare dell'Europa League contro il Vaduz, Rossi fu sollevato dall'incarico e sostituito con lo sloveno Slaviša Stojanovič, rimasto in carica sino al 21 gennaio 2019 e rimpiazzato a sua volta da Georgi Dermendžiev. Il 29 aprile la guida della squadra passò temporaneamente a Georgi Todorov, che rimase in carica poco più di due settimane prima di lasciare il timone a Petăr Hubčev, che condusse i suoi al terzo posto finale e alla qualificazione all'Europa League dopo i play-off (1-0 in finale contro l'SFK Etar).
La stagione 2019-2020 si aprì con la brutta eliminazione dall'Europa League per mano dell'AEK Larnaca e fu chiusa al quarto posto in campionato.

## Cronologia del nome
- 1914 : Levski Sofia
- 1949 : Dinamo Sofia
- 1957 : Levski Sofia
- 1969 : Fusione con lo Spartak Sofia, DFS Levski-Spartak Sofia
- 1985 : FK Vitocha Sofia
- 1989 : Levski Sofia

## Palmarès

### Competizioni nazionali
- Campionato bulgaro: 26

1933, 1937, 1942, 1946, 1947, 1948-1949, 1950, 1953, 1964-1965, 1967-1968, 1969-1970, 1973-1974, 1976-1977, 1978-1979, 1983-1984, 1984-1985, 1987-1988, 1992-1993, 1993-1994, 1994-1995, 1999-2000, 2000-2001, 2001-2002, 2005-2006, 2006-2007, 2008-2009
- Coppa di Bulgaria: 27

1942, 1946, 1947, 1949, 1950, 1956, 1957, 1959, 1966-1967, 1969-1970, 1970-1971, 1975-1976, 1976-1977, 1978-1979, 1983-1984, 1985-1986, 1990-1991, 1991-1992, 1993-1994, 1997-1998, 1999-2000, 2001-2002, 2002-2003, 2004-2005, 2006-2007, 2021-2022
- Supercoppe di Bulgaria: 3

2005, 2007, 2009

### Competizioni giovanili
- Torneo Internazionale Under-19 Bellinzona: 4

1969, 1970, 1973, 1977

### Altri piazzamenti
- Campionato bulgaro:

Secondo posto: 1925, 1929, 1939-1940, 1943, 1948, 1956, 1958, 1959-1960, 1960-1961, 1963-1964, 1965-1966, 1968-1969, 1970-1971, 1971-1972, 1974-1975, 1975-1976, 1980-1981, 1981-1982, 1982-1983, 1988-1989, 1991-1992, 1995-1996, 1997-1998, 1998-1999, 2002-2003, 2003-2004, 2004-2005, 2007-2008, 2010-2011, 2012-2013, 2015-2016, 2024-2025
Terzo posto: 1951, 1957, 1958-1959, 1961-1962, 1966-1967, 1977-1978, 1979-1980, 2009-2010, 2011-2012, 2016-2017, 2017-2018, 2018-2019
- Coppa di Bulgaria:

Finalista: 1953, 1964-1965, 1968-1969, 1973-1974, 1984-1985, 1986-1987, 1987-1988, 1995-1996, 1996-1997, 2012-2013, 2014-2015, 2017-2018
Semifinalista: 2019-2020
- Supercoppa di Bulgaria:

Finalista: 2006, 2022
- Coppa dei Balcani per club:

Finalista: 1961-1963
Secondo posto: 1961
- Coppa Intertoto Ernst Thommen:

Finalista: 1981

## Giocatori celebri
| - Stefan Abadžiev - Stefan Aladžov - Aleksandăr Aleksandrov - Georgi Asparuhov - Georgi Bačev - Georgi Čilikov - Dončo Donev - Stoil Georgiev - Plamen Getov - Marian Hristov - Petăr Hubčev - Nikolaj Iliev - Božidar Iskrenov - Dimităr Ivankov - Biser Ivanov - Georgi Ivanov - Kiril Ivkov - Aleksandăr Kostov - Nikola Kotkov - Emil Kremenliev |  | - Zdravko Lazarov - Georgi Markov - Biser Mihajlov - Borislav Mihailov - Kiril Milanov - Asen Nikolov - Plamen Nikolov - Pavel Panov - Predrag Pažin - Vladko Šalamanov - Nasko Sirakov - Georgi Sokolov - Ilian Stojanov - Emil Spasov - Nikolaj Todorov - Canko Cvetanov - Mihail Vălčev - Vojn Vojnov - Zlatko Jankov |  | - Rogério Gaucho - Marcelo Vava - Serge Youffou - Magdi Tolba - Péter Kabát - Justice Christopher - Garba Lawal - Omonigo Temile - Konstantin Golovskoj - Vladislav Radimov - Dalibor Dragić - Miodrag Pantelić - Saša Simonović - Saša Zimunić - John Ingles - Ihor Harkovčenko - Oleh Morgun - Eduard Cycmejstruk |

## Allenatori
- Boris Vasilev (1921-23)
- Mihail Borisov (1923-24)
- Boris Vasilev (1924-27)
- Ivan Kačev (1927-32)
- Cvetan Genev (1932-33)
- Ivan Radoev (1933)
- Georgi Karaivanov (1934)
- Rudolf Lowenfeld (1934-35)
- Ivan Radoev (1936)
- Kiril Jovovič (1936-37)
- Ivan Radoev (1937-38)
- Dimităr Mutafčiev (1938-39)
- Asen Pančev (1939-40)
- Miloš Stružka (1940-41)
- Asen Pančev (1941-44)
- Ivan Radoev (1944-48)
- Rezső Somlai (1948-49)
- Ivan Radoev (1950-51)
- Ljubej Petkov (1952)
- Dimităr Mutafčiev (1953)
- Vasil Spasov (1954-56)
- Georgi Pačedžiev (1956-60)
- Koce Georgiev (1960-61)
- Krastjo Čakarov (1961-64)
- Hristo Mladenov (1964-65)
- Rudolf Vytlačil (1965-66)
- Krastjo Čakarov (1966-69)
- Vasil Spasov (1969)
- Rudolf Vytlačil (1969-70)
- Jončo Arsov (1971-73)
- Dimităr Dojčinov (1973-75)
- Ivan Vucov (1975-76)
- Vasil Spasov (1976-77)
- Ivan Vutsov (1977-80)
- Hristo Mladenov (1980-82)
- Dobromir Žečev (1982-83)
- Vasil Metodiev (1983-85)
- Kiril Ivkov (1985-87)
- Pavel Panov (1986-87)
- Vasil Metodiev (1988-89)
- Dobromir Žečev (1989)
- Pavel Panov (1989-90)
- Vasil Metodiev (1991)
- Dinko Dermendžiev (1991)
- Ivan Vucov (1992-93)
- Georgi Vasilev (1993-95)
- Ivan Kjučukov (1995-96)
- Georgi Cvetkov (1996-97)
- Stefan Grozdanov (1997)
- Mihail Vălčev (1998)
- Vjačeslav Hroznyj (1998)
- Angel Stankov (1999)
- Ljupko Petrović (1999-00)
- Dimităr Dimitrov (2000)
- Vladimir Fedotov (2000)
- Ljupko Petrović (2000-01)
- Georgi Todorov (2001)
- Rüdiger Abramczik (2002)
- Slavoljub Muslin (2002-03)
- Georgi Todorov (2003)
- Georgi Vasilev (2003-04)
- Stanimir Stoilov (1º giugno 2004 - 6 maggio 2008)
- Velislav Vucov (2008)
- Emil Velev (16 agosto 2008 - 23 luglio 2009)
- Ratko Dostanić (23 luglio 2009 - 19 ottobre 2009)
- Georgi Ivanov (19 ottobre 2009 - 30 giugno 2010)
- Antoni Zdravkov (2009-10)
- Jasen Petrov (1º luglio 2010 - 28 maggio 2011)
- Georgi Ivanov (1º giugno 2011 - 3 novembre 2011)
- Antoni Zdravkov (2011)
- Nikolaj Kostov (3 novembre 2011 - 27 marzo 2012)
- Georgi Ivanov (ad interim) (27 marzo 2012 - 7 aprile 2012)
- Jasen Petrov (7 aprile 2012 - 30 maggio 2012)
- Ilian Iliev (1º luglio 2012 - aprile 2013)
- Nikolaj Mitov (12 aprile 2013 - 12 luglio 2013)
- Slaviša Jokanović (15 luglio 2013 - ottobre 2013)
- Ivajlo Petev (8 ottobre 2013 - 9 ottobre 2013)
- Antoni Zdravkov (10 ottobre 2013 - 19 marzo 2014)
- Elin Topuzakov (20 marzo 2014 - giugno 2014)
- José Murcia (giugno 2014 - 4 agosto 2014)
- Georgi Ivanov (4 agosto 2014 - 22 dicembre 2014)
- Stojčo Stoev (22 dicembre 2014 - 15 maggio 2016)
- Ljupko Petrović (16 maggio 2016 - 22 ottobre 2016)
- Elin Topuzakov (22 ottobre 2016 - 2 marzo 2017)
- Nikolaj Mitov (2 marzo 2017 - 4 agosto 2017)
- Delio Rossi (4 agosto 2017 - 25 luglio 2018)
- Todor Simov (interim) (25 luglio 2018 - 31 luglio 2018)
- Slaviša Stojanovič (31 luglio 2018 - 21 gennaio 2019)
- Georgi Dermendžiev (ad interim) (1º febbraio 2019 - 29 aprile 2019)
- Georgi Todorov (ad interim) (29 aprile 2019 - 30 maggio 2019)
- Petăr Hubčev (30 maggio 2019 - 11 giugno 2020)
- Georgi Todorov (11 giugno 2020 - 24 ottobre 2020)
- Živko Milanov (24 ottobre 2020 - 9 novembre 2020)
- Slaviša Stojanovič (10 novembre 2020 - 23 maggio 2021)
- Živko Milanov (2021)
- Todor Simov (2021)
- Stanimir Stoilov (2 settembre 2021 - oggi)

## Organico

### Rosa 2025-2026
Aggiornata al 18 luglio 2025.
| N. |                       | Ruolo | Calciatore        |
| -- | --------------------- | ----- | ----------------- |
| 1  | Bulgaria (bandiera)   | P     | Ognyan Vladimirov |
| 3  | Brasile (bandiera)    | D     | Maicon            |
| 4  | Venezuela (bandiera)  | D     | Christian Makoun  |
| 6  | Brasile (bandiera)    | D     | Tsunami           |
| 7  | Brasile (bandiera)    | A     | Fábio Lima        |
| 8  | Ghana (bandiera)      | C     | Carlos Ohene      |
| 10 | Bulgaria (bandiera)   | C     | Asen Mitkov       |
| 12 | Mali (bandiera)       | A     | Mustapha Sangaré  |
| 17 | Brasile (bandiera)    | A     | Everton Bala      |
| 18 | Slovenia (bandiera)   | C     | Gašper Trdin      |
| 21 | Portogallo (bandiera) | D     | Aldair Neves      |
| 23 | Slovacchia (bandiera) | C     | Patrik Myslovič   |

| N. |                      | Ruolo | Calciatore         |
| -- | -------------------- | ----- | ------------------ |
| 30 | Nigeria (bandiera)   | C     | Clement Ikenna     |
| 34 | Bulgaria (bandiera)  | D     | Stojan Lazarov     |
| 37 | Brasile (bandiera)   | C     | Rildo              |
| 50 | Bulgaria (bandiera)  | D     | Kristijan Dimitrov |
| 70 | Bulgaria (bandiera)  | C     | Georgi Kostadinov  |
| 71 | Francia (bandiera)   | D     | Oliver Kamdem      |
| 30 | Bulgaria (bandiera)  | A     | Borislav Rupanov   |
| 78 | Bulgaria (bandiera)  | P     | Martin Lukov       |
| 88 | Bulgaria (bandiera)  | A     | Marin Petkov       |
| 92 | Bulgaria (bandiera)  | P     | Svetoslav Vucov    |
| 95 | Martinica (bandiera) | A     | Karl Fabien        |
| 99 | Bulgaria (bandiera)  | A     | Radoslav Kirilov   |

### Rosa 2019-2020
| N. |                       | Ruolo | Calciatore            |
| -- | --------------------- | ----- | --------------------- |
| 1  | Montenegro (bandiera) | P     | Milan Mijatović       |
| 3  | Bulgaria (bandiera)   | D     | Živko Atanasov        |
| 4  | Bulgaria (bandiera)   | D     | Ivan Goranov          |
| 5  | Islanda (bandiera)    | D     | Hólmar Örn Eyjólfsson |
| 6  | Bulgaria (bandiera)   | C     | Ivajlo Najdenov       |
| 7  | Brasile (bandiera)    | C     | Paulinho              |
| 8  | Bulgaria (bandiera)   | C     | Simeon Slavčev        |
| 9  | Austria (bandiera)    | A     | Deni Alar             |
| 10 | Argentina (bandiera)  | C     | Franco Mazurek        |
| 11 | Bulgaria (bandiera)   | C     | Zdravko Dimitrov      |
| 12 | Bulgaria (bandiera)   | P     | Petar Ivanov          |
| 13 | Bulgaria (bandiera)   | P     | Nikolaj Mihajlov      |
| 14 | Portogallo (bandiera) | C     | Filipe Nascimento     |

| N. |                        | Ruolo | Calciatore               |
| -- | ---------------------- | ----- | ------------------------ |
| 17 | Curaçao (bandiera)     | A     | Nigel Robertha           |
| 18 | Ghana (bandiera)       | C     | Nasiru Mohammed          |
| 19 | Grecia (bandiera)      | D     | Giannis Kargas           |
| 20 | Bulgaria (bandiera)    | D     | Živko Milanov (capitano) |
| 22 | Portogallo (bandiera)  | D     | Nuno Reis                |
| 23 | Senegal (bandiera)     | C     | Khaly Thiam              |
| 26 | Bulgaria (bandiera)    | D     | Dejan Lozev              |
| 29 | Bulgaria (bandiera)    | A     | Stanislav Kostov         |
| 40 | Paesi Bassi (bandiera) | C     | Stijn Spierings          |
| 70 | Bulgaria (bandiera)    | C     | Martin Rajnov            |
| 77 | Bulgaria (bandiera)    | C     | Ilija Jurukov            |
| 79 | Bulgaria (bandiera)    | A     | Martin Petkov            |

### Rosa 2021-2022
Aggiornata al 31 marzo 2022.
| N. |                        | Ruolo | Calciatore            |
| -- | ---------------------- | ----- | --------------------- |
| 5  | Paesi Bassi (bandiera) | D     | Kellian van der Kaap  |
| 6  | Brasile (bandiera)     | D     | Tsunami               |
| 7  | Bulgaria (bandiera)    | A     | Georgi Milanov        |
| 8  | Bulgaria (bandiera)    | C     | Andrian Kraev         |
| 10 | Bulgaria (bandiera)    | C     | Radoslav Conev        |
| 11 | Bulgaria (bandiera)    | A     | Zdravko Dimitrov      |
| 13 | Bulgaria (bandiera)    | P     | Nikolaj Mihajlov      |
| 14 | Bulgaria (bandiera)    | C     | Ilijan Stefanov       |
| 17 | Brasile (bandiera)     | A     | Welton                |
| 19 | Marocco (bandiera)     | A     | Bilal Bari            |
| 20 | Bulgaria (bandiera)    | C     | Dimităr Kostadinov    |
| 22 | Bulgaria (bandiera)    | D     | Patrik-Gabriel Galčev |

| N. |                     | Ruolo | Calciatore          |
| -- | ------------------- | ----- | ------------------- |
| 23 | Gambia (bandiera)   | D     | Noah Sonko Sundberg |
| 27 | Bulgaria (bandiera) | C     | Asen Mitkov         |
| 30 | Bulgaria (bandiera) | C     | Filip Krăstev       |
| 33 | Panama (bandiera)   | D     | José Córdoba        |
| 71 | Bulgaria (bandiera) | C     | Antoan Stojanov     |
| 77 | Bulgaria (bandiera) | C     | Nikolaj Arahangelov |
| 88 | Bulgaria (bandiera) | A     | Marin Petkov        |
| 91 | Svizzera (bandiera) | D     | Dragan Mihajlović   |
| 99 | Bulgaria (bandiera) | P     | Joan Zagorov        |
|    | Bulgaria (bandiera) | C     | Ivelin Popov        |
|    | Bulgaria (bandiera) | D     | Ivan Goranov        |

### Rosa 2019-2020
| N. |                       | Ruolo | Calciatore            |
| -- | --------------------- | ----- | --------------------- |
| 1  | Montenegro (bandiera) | P     | Milan Mijatović       |
| 3  | Bulgaria (bandiera)   | D     | Živko Atanasov        |
| 4  | Bulgaria (bandiera)   | D     | Ivan Goranov          |
| 5  | Islanda (bandiera)    | D     | Hólmar Örn Eyjólfsson |
| 6  | Bulgaria (bandiera)   | C     | Ivajlo Najdenov       |
| 7  | Brasile (bandiera)    | C     | Paulinho              |
| 8  | Bulgaria (bandiera)   | C     | Simeon Slavčev        |
| 9  | Austria (bandiera)    | A     | Deni Alar             |
| 10 | Argentina (bandiera)  | C     | Franco Mazurek        |
| 11 | Bulgaria (bandiera)   | C     | Zdravko Dimitrov      |
| 12 | Bulgaria (bandiera)   | P     | Petar Ivanov          |
| 13 | Bulgaria (bandiera)   | P     | Nikolaj Mihajlov      |
| 14 | Portogallo (bandiera) | C     | Filipe Nascimento     |

| N. |                        | Ruolo | Calciatore               |
| -- | ---------------------- | ----- | ------------------------ |
| 17 | Curaçao (bandiera)     | A     | Nigel Robertha           |
| 18 | Ghana (bandiera)       | C     | Nasiru Mohammed          |
| 19 | Grecia (bandiera)      | D     | Giannis Kargas           |
| 20 | Bulgaria (bandiera)    | D     | Živko Milanov (capitano) |
| 22 | Portogallo (bandiera)  | D     | Nuno Reis                |
| 23 | Senegal (bandiera)     | C     | Khaly Thiam              |
| 26 | Bulgaria (bandiera)    | D     | Dejan Lozev              |
| 29 | Bulgaria (bandiera)    | A     | Stanislav Kostov         |
| 40 | Paesi Bassi (bandiera) | C     | Stijn Spierings          |
| 70 | Bulgaria (bandiera)    | C     | Martin Rajnov            |
| 77 | Bulgaria (bandiera)    | C     | Ilija Jurukov            |
| 79 | Bulgaria (bandiera)    | A     | Martin Petkov            |

## Rose stagioni passate
- 2012-2013
- 2014-2015